# Cantata del Terzo Mondo
Cantata del Terzo Mondo è il secondo album in studio del gruppo musicale beat / folk rock Gli Alleluia.

## Tracce
Lato A
1. La notte del mondo
2. Diamo con gioia
3. Quando nasce un bambino
4. Il Pane è di tutti

Lato B
1. Felice è l'uomo
2. Non si può essere soli
3. Il mondo è nelle nostre mani
4. Magnifica, anima mia